# Irish Cup 1886-87
Irish Cup 1886–87 var den syvende udgave af Irish Cup, og turneringen blev vundet af Ulster FC, som dermed vandt turneringen for første gang.
Finalen blev spillet den 12. februar 1887 på Broadway Ground i Belfast, og den blev vundet af Ulster FC, som besejrede bysbørnene fra Cliftonville FC med 3-1. Ulster FC havde vundet sin semifinale mod Glentoran FC med 2-1, mens Cliftonville FC besejrede Limavady FC med 2-0 i semifinalerne.

## Udvalgte resultater

### Semifinale
| Dato  | Kamp                          | Res. |
| ----- | ----------------------------- | ---- |
| 15.1. | Cliftonville FC – Limavady FC | 2–0  |
| 22.1. | Ulster FC – Glentoran FC      | 2–1  |

### Finale
| Dato  | Kamp                        | Res. | Spillested               |
| ----- | --------------------------- | ---- | ------------------------ |
| 12.2. | Ulster FC – Cliftonville FC | 3–1  | Broadway Ground, Belfast |